# Zeremonienmeister (Karneval)

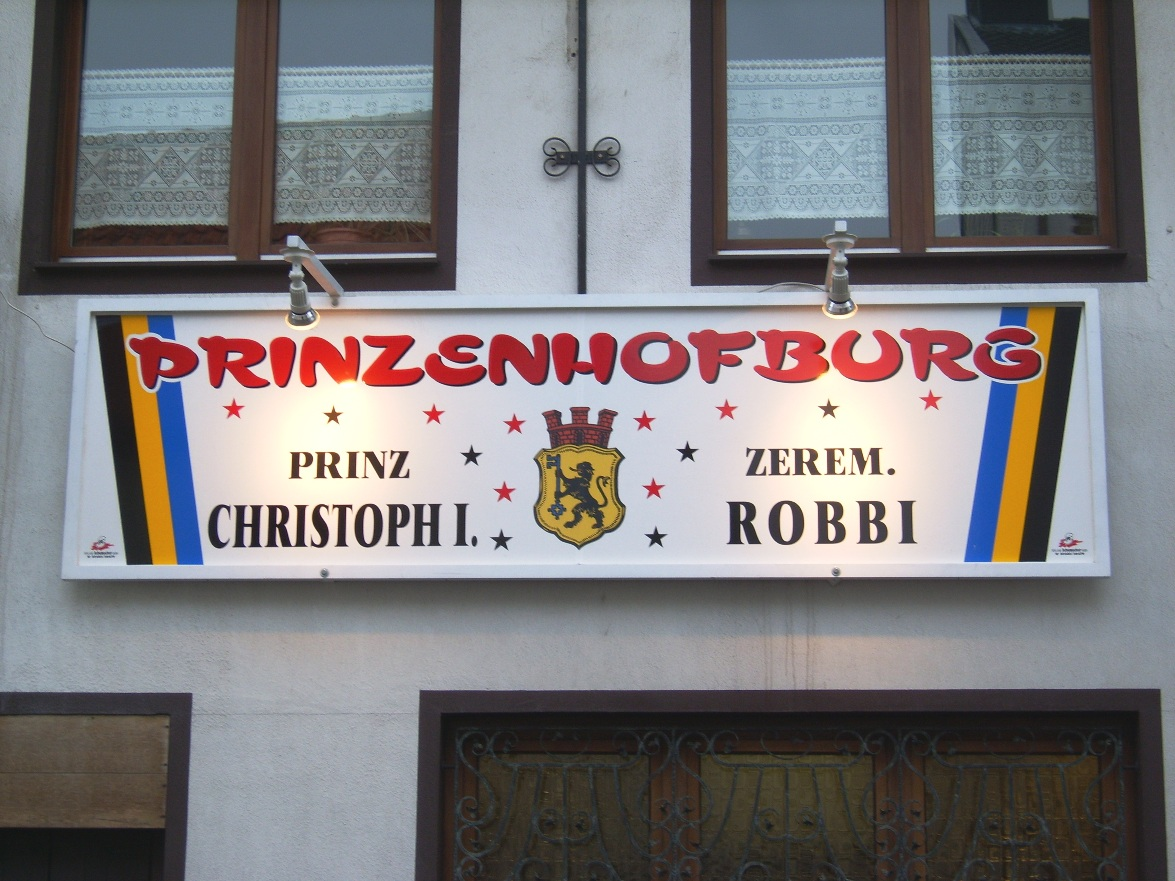
Eschweiler Hofburgschild 2007

Der Zeremonienmeister im Karneval im Rheinland in Deutschland ist der feste Begleiter eines Karnevalsprinzen. Zu seinen Pflichten gehören organisatorische, logistische und repräsentative Aufgaben. Prinz und Zeremonienmeister bilden im rheinischen Karneval zusammen eine Regierungsform im Gegensatz zu Regierungsformen wie beispielsweise dem alleinherrschenden Prinzen, dem Prinzenpaar oder dem Kölner Dreigestirn. Eine häufige Abkürzung ist „Zerem“ mit Betonung auf der ersten Silbe.
Im Eschweiler Karneval stammt der Zeremonienmeister stets aus demselben Verein wie der Prinz und trägt dessen Uniformfarben inklusive des Eschweiler Wappens. Im Gegensatz zur Narrenpritsche des Prinzen hält der Zeremonienmeister einen mannshohen Stab mit Aufsatz in der Hand.
Früher war die Pritsche das Attribut des als Zeremonienmeisters fungierenden Pritschenmeisters. Ein so bezeichnetes Amt ist gelegentlich noch heute in Karnevals- oder Fastnachts-Vereinen gebräuchlich. 